# David Lilley
David William Lilley (Bellshill, 31 ottobre 1977) è un allenatore di calcio ed ex calciatore scozzese, di ruolo difensore.